# عمر أباد (مشك أباد)
عمر أباد (بالفارسية: عمرآباد) هي قرية تقع في إيران في مركزي. يقدر عدد سكانها بـ 686 نسمة بحسب إحصاء 2016.